# واسکوو (شهرستان پریمورسکی، استان آرخانگلسک)
واسکوو (به لاتین: Vaskovo) یک منطقهٔ مسکونی در روسیه است که در استان آرخانگلسک واقع شده‌است.